# Aaron Kosminski
Aaron Kośmiński, né le 11 septembre 1865 à Kłodawa, dans l'Empire russe (aujourd'hui en Pologne) et mort le 24 mars 1919 à Londres (Royaume-Uni), est un barbier londonien d'origine juive polonaise. Il est l'un des principaux suspects soupçonnés d'être Jack l'Éventreur, meurtrier ayant sévi dans l'est de Londres entre août et novembre 1888.
En 2014, un homme d'affaires affirme être en mesure de prouver la culpabilité de Kośmiński grâce à un châle qui aurait appartenu à une victime de l'assassin. Plusieurs chercheurs remettent en cause la crédibilité scientifique de cette enquête en pointant l'imprécision des analyses de l'ADN retrouvé sur la pièce de tissu ainsi que les incertitudes relatives à l'origine et la transmission de l'objet.

## Biographie
Aaron Mordke Kozminski est le fils d'Abram Józef Kozmiński, un tailleur et de Golda Lubnowska. Il émigre en Angleterre en 1882 avec sa sœur et ses deux frères, pour fuir les pogroms en Russie. Puis il exerce le métier de barbier dans le quartier londonien de Whitechapel. Il est interné dans divers asiles à partir de juillet 1890 et meurt en 1919. La date de sa mort reste cependant incertaine.
D'après Martin Fido et Donald Rumbelow, spécialistes de Jack l’Éventreur, il souffre d'hallucinations auditives et de peurs paranoïaques. Il refuse entre autres de se laver. Durant ses longues années d'internement, il perd beaucoup de poids. Quand il meurt à l'hôpital psychiatrique de Leavesden (en) à 53 ans, à la suite d'une gangrène de la jambe gauche, il ne pèse plus que 44 kilos.

## Premières accusations
Kosminski fait partie de la liste des suspects de Scotland Yard au moment de l'affaire.
Après la série de meurtres, il avait été interrogé par Scotland Yard puis confronté à un témoin, juif polonais lui aussi, qui avait aperçu l'une des victimes en compagnie d'un homme peu avant qu'elle ne soit assassinée. Dans un premier temps, il aurait d'abord identifié sans hésitation Kosminski, puis s'était ensuite rétracté. Par manque de preuves, il fut relâché par la police, se réinstalla chez son frère Wolf Kosminski, à Sion Square, en plein cœur de Whitechapel, avant d'être admis en juillet 1890  à Mile End Old Town Infirmary,.
En 1894, Melville Macnaghten, chef du département d'enquêtes criminelles de Scotland Yard depuis 1890, écrit dans un memorandum que l'un des suspects est un juif polonais nommé Kosminski. Ce mémo est révélé au public en 1970 .
En 1910, Robert Anderson, assistant commissaire du bureau d’investigation criminelle de Scotland Yard, écrit dans ses mémoires, The Lighter Side of My Official Life, que l'Éventreur était un juif polonais de basse classe,. Selon des notes écrites à la main dans un exemplaire du livre d'Anderson par l'inspecteur en chef Donald Swanson, qui avait été le subordonné d'Anderson dans l'enquête de la police, ce juif polonais, non nommé par Anderson, était Aaron Kosminski et si le témoin qui l'avait reconnu refusait de l'accuser, c'est parce que ce témoin, lui-même juif, ne voulait pas faire condamner un autre juif à mort. (Voir l'article Mesirah.) Le nom de Kosminski fut révélé au public en 1988,.
Trevor Marriott, dans son ouvrage de 2005, explique que Kosminski vivait tout près des sites des meurtres, s'appuyant en cela sur les travaux de 1987 de Martin Fido. Toutefois, il ne considère pas pour autant qu'il s'agisse du coupable,,.

## L'accusation de 2014

### L'enquête de Russell Edwards

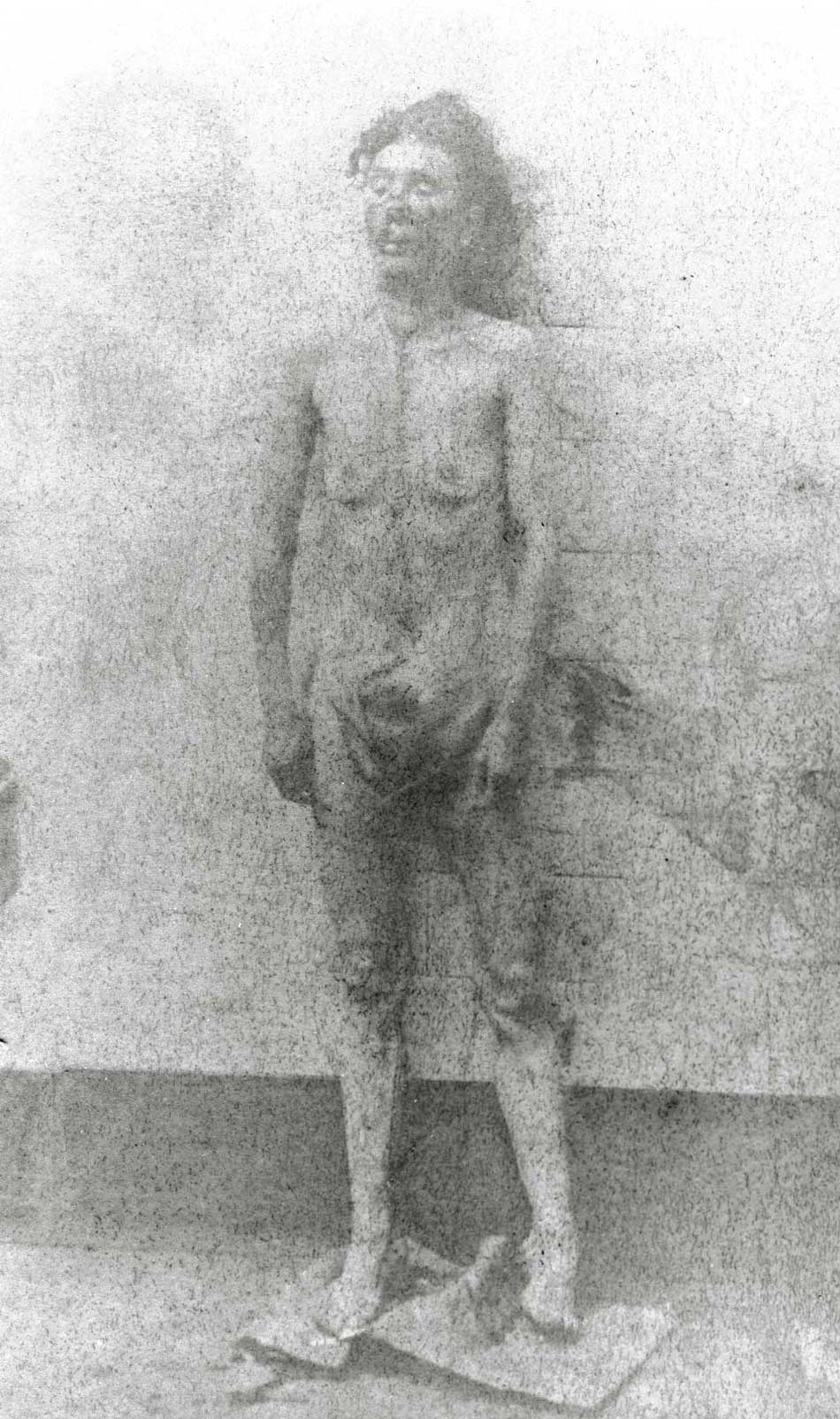
Photographie du cadavre de Catherine Eddowes après l'analyse post mortem.

Le Daily Mail du 6 septembre 2014,, annonce la levée du mystère grâce à l'ADN. À l'origine de cette information se trouve Russell Edwards, un homme d’affaires et enquêteur amateur. Déjà par le passé, l'ADN avait été consulté mais sans grand succès, désignant à chaque fois un nouveau coupable tel Walter Sickert, et même une femme comme en témoigne l'analyse de 2006.
Russell Edwards affirme qu'il détient un châle qui aurait été trouvé auprès d'une des victimes de Jack l’Éventreur — Catherine Eddowes assassinée en 1888 et qu'il a acquis en 2007 dans une salle des ventes ; Russell Edwards accepte sans autre preuve les affirmations de son vendeur, bien qu'aucun châle n'ait jamais été référencé par Scotland Yard lorsque la liste officielle des vingt-huit objets et vêtements trouvés sur et auprès de Kate Eddowes fut dressée,,. 

Le vendeur explique cette absence par un vol commis au préalable par un policier, le sergent Amos Simpson. Malgré l'état maculé de l'étoffe,, Amos Simpson l'aurait subtilisée afin de l'offrir à son épouse, couturière de profession. Mme Simpson, l'aurait rangé sans plus y revenir. Le châle ayant passé par héritage de génération en génération sans que nul le touche, sa préservation aurait été ainsi assurée durant 126 ans,.
Un examen faisant apparaître des traces de sperme, Russel Edward décide de porter son attention sur Kosminski en raison des motifs du châle, typiques de l'Europe de l'Est. Il contacte une descendante de la sœur de Kośmiński, qui accepte de fournir son ADN. Analyse faite, le verdict tombe : Kosminski aurait été en contact avec la prostituée et Edwards en conclut qu'il s'agit donc du meurtrier et non simplement d'un client,. Dès le 9 septembre, au lendemain d'une annonce très médiatisée de ses conclusions, un ouvrage retraçant son enquête sort en Grande-Bretagne sans plus attendre celles qui résulteront d'examens officiels.
Le 12 mars 2019, les chercheurs Jari Louhelainen et David Miller affirment qu'une analyse scientifique du châle confirme l'hypothèse de Russell Edwards mais l'anthropologue Kristina Killgrove pointe plusieurs incohérences de leur étude.

### Des incohérences pointées du doigt
Dès 2014, la conclusion de Russell Edwards est rapidement remise en cause par des spécialistes en médecine légale et en génétique ainsi que par des historiens et des experts en diverses disciplines. 
Le « ripperologue » Trevor Marriott souligne que les tests effectués à la demande de la maison d'enchères Sotheby's permettent de dater le châle de l'époque édouardienne et non victorienne. Sa fabrication remonte aux années 1900, douze ans après les meurtres de Whitechapel.
Le généticien Alec Jeffreys, développeur des techniques de recherches ADN, exprime publiquement ses réserves. Peter Gill, lui-même chef de file dans la discipline du profilage ADN, souligne autant l'origine douteuse du châle que le manque de fiabilité des analyses en raison du nombre de personnes ayant manipulé l'étoffe,, notamment des descendants de Catherine Eddowes lors de conventions sur Jack l’Éventreur (possibilités de contamination croisée). 
De plus, selon les spécialistes de la médecine légale comme le docteur David Miller, il semble impossible de trouver des éléments exploitables au bout de 126 ans. L'historien Donald Rumbelow, spécialiste de Jack l'Éventreur, constate de son côté que le policier voleur de châle était en fonction hors de Londres et ne pouvait se trouver sur les lieux.
Enfin, l'analyse génétique ne porte pas sur l'ADN nucléaire (ADN qui se dégrade le plus vite) mais sur l'ADN mitochondrial « peu discriminant, qui permet d'éliminer des suspects mais non d'en isoler un seul en particulier vu que 40 % de la population le partage ». Ainsi, cet ADN pourrait correspondre au moins à 400 000 autres personnes en 1888.